# Antoine Hayek
Antoine Hayek BC (* 26. August 1928 in Maghduscha im Süd-Libanon; † 1. Mai 2010) war Erzbischof der Erzeparchie Banyas und Marjayoun der mit der römisch-katholischen Kirche unierten melkitischen griechisch-katholischen Kirche.

## Leben
Antoine Hayek trat der Ordensgemeinschaft der Basilianer vom hl. Johannes dem Täufer bei und empfing am 1. August 1954 die Priesterweihe.
1989 wurde er von der Heiligen Synode der melkitischen griechisch-katholischen Kirche zum Erzbischof der Erzeparchie Banyas und Marjayoun (Caesarea Philippi) gewählt und von Papst Johannes Paul II. bestätigt. Die Bischofsweihe am 11. Februar 1990 spendete ihm Seine Heiligkeit Maximos V. Hakim, der Patriarch von Antiochien der Melkitisch Griechisch-Katholischen Kirche; Mitkonsekratoren waren Joseph-Marie Raya, Erzbischof der Erzeparchie Akkon der Graeko-Melkiten, und Abraham Nehmé, Erzbischof von Homs der Graeko-Melkiten.
Hayek war Mitglied der Versammlung der katholischen Patriarchen und Bischöfe im Libanon.
Seinem altersbedingten Rücktrittsgesuch wurde auf der Heiligen Synode in Ain Traz, die vom 9. bis 14. Oktober 2006 stattfand, stattgegeben.